# Мальхівський
Мальхівський (рос. Мальховский) — гірський потік в Україні, у Богородчанському районі Івано-Франківської області у Галичині. Лівий доплив Лукви, (басейн Дністра).

## Опис
Довжина потоку приблизно 6,90 км, найкоротша відстань між витоком і гирлом — 5,28  км, коефіцієнт звивистості потоку — 1,31 . Потік бере початок у гірському масиві Ґорґани, тече по Передкарпатській горбистій височині.

## Розташування
Бере початок на північно-західних схилах гори Космичара (756,8 м). Тече переважно на північний схід через хвойний ліс, понад безіменною горою (656,0 м) і на північно-західній стороні від села Росільна впадає у річку Лукву, праву притоку Дністра.
Населені пункти вздовж берегової смуги: Міжгір'я.